# Jens Ludwig
Jens Ludwig (Fulda, 30 agosto 1977) è un chitarrista tedesco, chitarra solista della band power metal tedesca Edguy.

## Biografia
Jens nasce a Fulda nel 1977 ed inizia a suonare la chitarra all'età di 7 anni. Smette pochi mesi dopo e riprende definitivamente all'età di 12 anni. Con i suoi compagni di scuola fonda gli Edguy pochi anni dopo.
Dal 2017 gli Edguy sono in pausa.
Con un post sui suoi canali social degli Edguy, Jens Ludwig ha annunciato di essere entrato a far parte dei The Grandmaster con i quali pubblicherà il nuovo album Skywards per la Frontiers Music Srl. , disco d’esordio intitolato “Skywards“, il 14 ottobre 2021, anticipato dal singolo “Someday Somehow“.

## Ruolo
Jens è il chitarrista solista della band (anche se alcuni assoli vengono eseguiti dal suo collega Dirk Sauer) e, dall'album Vain Glory Opera in poi, è anche compositore assieme a Tobias Sammet. Ha fatto anche parte del supergruppo Avantasia e ha contribuito ad incidere, quale chitarrista solista addizionale, i primi due album: The Metal Opera - Part I e The Metal Opera - Part II.

## Strumentazione
Attuale:
- Gibson SG
- Schecter Jake Pitts E-1 FR S
- Schecter S-II Vampire Red Satin customizzata con ponte Floyd Rose e hardware satinato
- Schecter Solo SLS
- Marshall 2466 con cassa 1960A
- Vox Tonelab EX
- Corde Ernie Ball
- Cavi Klotz

Passata:
- B.C. Rich Masterpiece Mockingbird
- ESP Eclipse
- ESP M-II personalizzata
- Gibson Explorer
- Gibson Les Paul
- Ibanez S540
- ENGL Ritchie Blackmore Signature
- Marshall JCM900
- Marshall JMP1
- Vox Tonelab LE
- Effetti Digitech
- Corde Pyramid